# Spheciospongia digitata
Spheciospongia digitata är en svampdjursart som först beskrevs av Jörn Hentschel 1909.  Spheciospongia digitata ingår i släktet Spheciospongia och familjen borrsvampar. Inga underarter finns listade i Catalogue of Life.